# Virginia Ramírez
Natalia Dorado Gómez (Madrid, 22 mei 1964) is een Spaans hockeyster.
Dorado werd in met de Spaanse ploeg 1992 in eigen land olympisch kampioen.

## Erelijst
- 1990 – 5e Wereldkampioenschap in Sydney
- 1991 - 6e Champions Trophy Berlijn
- 1992 –  Olympische Spelen in Barcelona
- 1993 - 6e Champions Trophy Amstelveen